# Atso Almila
Atso Aksel Almila (Hèlsinki, (Finlàndia), 13 de juny, 1953), és un director, compositor i trombonista finlandès. Va exercir com a professor de direcció i formació d'orquestra a l'Acadèmia Sibelius del 2013 al 2019 fins a la seva jubilació.
Almila es va graduar el 1972. Va estudiar direcció d'orquestra a l'Acadèmia Sibelius amb Jorma Panula i direcció coral amb Harald Andersén, i va completar el seu diploma de direcció el 1979. El 1981, va compartir el primer lloc juntament amb Jukka-Pekka Saraste en els concursos de direcció nòrdic a Norrköping.
Almila va dirigir l'Orquestra Politècnica el 1975-1979, l'Orquestra del Teatre Nacional de Finlandia el 1982-1987 i el 1989-1995, i l'Orquestra de la ciutat de Tampere el 1987-1989. Durant els anys 1993–2000, va ser el director artístic de l'Orquestra de la Ciutat de Joensuu. Va ser director de la Kuopio City Orchestra de 1995 a 1999. Des de la tardor de 2007, és el segon director de l'orquestra. Des de l'any 2000, és el convidat principal de l'orquestra de la ciutat de Seinäjoki, que també ha dirigit al mercat de Tango. El 2013, va ser nomenat director honorari de la Joensuu City Orchestra.
Almila ha treballat a l'Acadèmia Sibelius com a assistent sènior del director d'orquestra des de 1991 i com a professora de directors d'orquestra els anys 2002–2010. Va ocupar la càtedra temporal de direcció d'orquestra a partir de l'agost de 2013 després que Leif Segerstam es jubilés. El desembre de 2013, va ser nomenat professor per cinc anys en direcció i educació orquestral a partir de l'agost de 2014.
Almila és un compositor prolífic. Ha compost, entre altres coses, les òperes Kolemkiminta hopearahaa (1987), Ameriikka (1991), Antti in Isontaloon (2000), Through Ostrobothnia (2002), Auringonkukat (2009) i Secret Police Opera (2014). La producció també inclou cinc simfonies (1988, 2003, 2008, 2012 i 2017[5]), concerts, música de cambra i música de teatre i cinema. Per a la televisió, va compondre la música de Seven Brothers de Jouko Turka (1989). També ha treballat com a columnista de la revista "Muusikko", "Ilka" i "Savo Sanomat". Durant els anys 1993–1997, Almila va ser membre del comitè de composició estatal.
El pare d'Almila era el periodista i escriptor de detectius Matti Almila àlies Kai de Puu. El primer cònjuge d'Almila va ser l'escriptora Tuulia Aho (1977–1985). Està casada amb el seu segon marit des de 1997. Almila té cinc fills.